# Ronnie Cowan

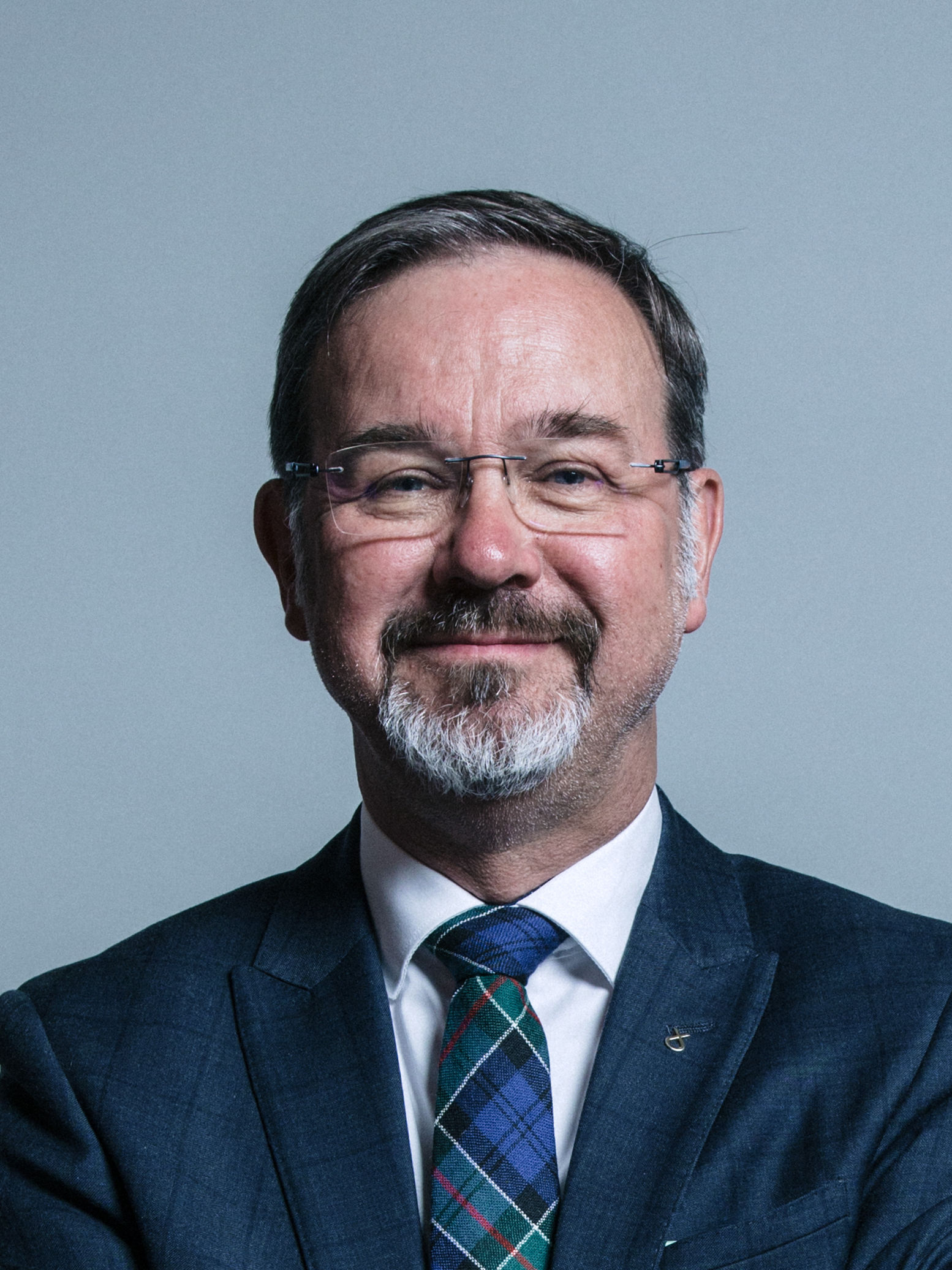
Ronnie Cowan

Ronnie Cowan (* 6. September 1959) ist ein schottischer Politiker der Scottish National Party (SNP).

## Leben
Cowan wurde 1959 als Sohn des ehemaligen schottischen Fußball-Nationaltorhüters Jimmy Cowan geboren. Er wuchs in der Region Inverclyde auf und besuchte die Greenock Academy. Nach Abschluss seiner Schulausbildung war er für verschiedene Unternehmen im Vereinigten Königreich und Irland tätig. Zuletzt betrieb er ein eigenes IT-Unternehmen. Cowan ist dreifacher Vater.

## Politischer Werdegang
Im Alter von 16 Jahren trat Cowan in die SNP ein. Im Vorfeld des schottischen Unabhängigkeitsreferendums 2014 leitete er in Teilen von Inverclyde die Pro-Kampagne.
Bei den britischen Unterhauswahlen 2015 trat Cowan erstmals zu Wahlen auf nationaler Ebene an. Die SNP stellte ihn in seinem Heimatwahlkreis Inverclyde auf, dessen Mandat der Labour-Abgeordnete Iain McKenzie innehatte. Mit den massiven Stimmgewinnen der SNP bei diesen Wahlen gewann Cowan das Mandat und zog in der Folge erstmals in das britische Unterhaus ein. Dort ist er Mitglied des Public Administration and Constitutional Affairs Committee. Bei den vorgezogenen Unterhauswahlen 2017 behauptete Cowan sein Mandat mit einem Vorsprung von nur 384 Stimmen vor dem Labour-Kandidaten.